# COROT-17
COROT-17 — звезда в созвездии Щита на расстоянии около 3000 световых лет от нас. Вокруг звезды обращается, как минимум, одна планета.

## Характеристики
По своим характеристикам COROT-17 напоминает наше Солнце. Это жёлтый карлик главной последовательности возрастом около 10,7 миллиардов лет. Его масса и радиус равны 1,04 и 1,59 солнечных соответственно. Температура поверхности составляет около 5740 кельвинов. COROT-17 получила своё наименование благодаря космическому телескопу COROT, обнаружившему у неё планету.

## Планетная система
В 2011 году группой астрономов, работающих в рамках программы COROT, было объявлено об открытии планеты COROT-17 b в данной системе. Это чрезвычайно старый газовый гигант, обращающийся очень близко к родительской звезде. Его масса и радиус равны 2,43 и 1,02 юпитерианских соответственно. Открытие было совершено транзитным методом.